# دانشگاه بانگکا بلیتونگ
دانشگاه بانگکا بلیتونگ (به لاتین: University of Bangka Belitung) یک دانشگاه در اندونزی است که در پانگکال پینانگ واقع شده است.